# غوانيين

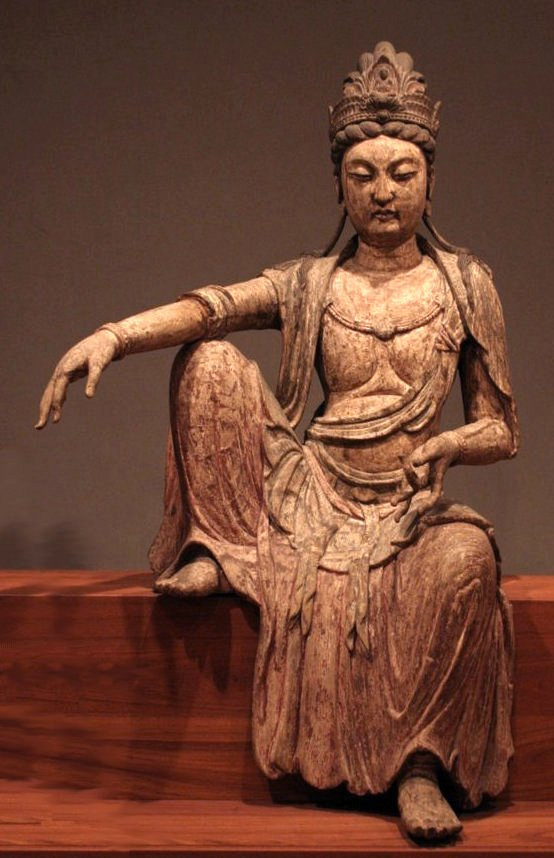
تمثال خشبي منحوت يمثل غوانيين في الصين، يعود انشائه لحوالي سنة 1025

غوان يين أو غوان يين (بالصينية: 觀世音菩薩) هي إلهة بوداسف في البوذية. هي مرتبطة بأفالوكيتسافارا في التقاليد الآسيوية الشرقية. وتعرف بكونها إلهة العطف والطيبة والرحمة وتلقب بالإلهة الرحيمة. يؤمن بعض البوذ بأن أتباعها تأخذهم غوانيين في قلب زهرة لوتس وترسلهم نحو الأرض النقية التابعة لأميتابها. وعرفت أيضاً بكونها ألتي تسمع صوت هذا العالم وأنها تساعد ألذين يصلون لها بمعجزاتها. يوجد لها عدة معابد في اليابان والصين، أشهرها معبد شيتينوجي في أوساكا ومعبد سينسوجي في طوكيو ومعبد شاولين في دنغفنغ في الصين.